# Viaduc de Wilwisheim
Le viaduc de Wilwisheim est un pont ferroviaire français à Wilwisheim, dans le Bas-Rhin. Long de 381 mètres, ce pont à poutres permet à la LGV Est européenne de franchir la route départementale D421 et la ligne de Paris-Est à Strasbourg-Ville à proximité de la Zorn. Il est mis en service le 3 juillet 2016.